# Sebastian Croft
Sebastian Theodore Kemble Croft (* 16. prosince 2001 Oxford) je anglický herec. Svou kariéru zahájil jako dětský herec na jevišti a poté debutoval v televizi jako mladý Ned Stark v seriálu Hra o trůny (2016). Za roli ve filmu Horrible Histories: The Movie – Rotten Romans (2019) získal nominaci na BAFTA Children's Award. Od té doby hrál v seriálu Srdcerváči (2022–2023).
Croft namluvil například filmy Where Is Anne Frank (2021) a Ice (2021), díl antologie Love, Death & Robots (2021) společnosti Netflix a postavu hráče ve hře Hogwarts Legacy.

## Dětství a osobní život
Narodil se 16. prosince 2001 v Oxfordu anglickému otci a kypersko-řecké matce. Své jméno dostal po lordu Sebastianu Flyteovi, jedné z hlavních postav románu Brideshead Revisited spisovatele Evelyna Waugha. V sedmi letech začal navštěvovat hodiny herectví. Navštěvoval přípravnou školu Dragon School a St Edward's School v Oxfordu, kde složil maturitu. Maturoval z angličtiny, filozofie a filmu.
Trpí dyslexií a identifikuje se jako queer. Pro Pride Month v roce 2022 na Twitteru napsal, že „navrhl tričko se dvěma líbajícími se gay dinosaury, aby všem připomněl, že queer tu byl vždycky“. Všechny peníze z prodeje měly podle něj jít na konto Choose Love a Rainbow Railroad – dvou charitativních organizací pomáhajících LGBT uprchlíkům.

## Kariéra

### Divadlo
Poprvé se objevil na jevišti West Endu v roce 2010 v inscenaci Oliver! režiséra Sama Mendese. V roce 2011 byl obsazen do role Gavroche v Bídnících (Queen's Theatre). Později byl vybrán producentem Cameronem Mackintoshem, aby se vrátil k Oliverovi!. Tentokrát hrál osmnáct měsíců titulní roli v britském zájezdovém souboru. V roce 2013 hrál Tommyho v inscenaci Matilda od Royal Shakespeare Company. Jeho posledním muzikálovým vystoupením v mladistvém věku byla titulní role ve světové premiéře inscenace The Secret Diary of Adrian Mole.
V roce 2014 se jeho zpěv objevil v představení Coriolanus s hercem Tomem Hiddlestonem. V roce 2016 byl obsazen do role prince Artuše v inscenaci Shakespearova Krále Jana, sira Trevora Nunna, za kterou získal vysoké uznání celostátního tisku.
V roce 2023 se poprvé po osmi letech objeví na jevišti. Objevil se ve hře Amy Herzogové 4000 mil.

### Filmy a televize
V roce 2016 se objevil v seriálu Houdini a Doyle televizí ITV a Fox, v seriálu Penny Dreadful televizí Sky Atlantic a Showtime. Proslavil se ztvárněním role mladého Eddarda Starka (v dospělosti ho ztvárnil Sean Bean a v mládí Robert Aramayo) v šesté sérii seriálu HBO Hra o trůny.
V roce 2017 debutoval v celovečerním filmu jako mladý David Logan ve filmu The Hippopotamus. V roce 2019 se objevil ve filmu Horrible Histories: The Movie – Rotten Romans jako Mladý Robert Pulaski. Za tento film byl nominován na cenu BAFTA Children's Award.
Namluvil hlas Petera van Daana v animovaném fantasy filmu Where Is Anne Frank, který měl premiéru na filmovém festivalu v Cannes v roce 2021.
V dubnu 2021 bylo oznámeno, že bude hrát Bena Hopea v seriálu Heartstopper společnosti Netflix z roku 2022, adaptaci stejnojmenného webového komiksu a grafického románu Alice Osemanové. Později téhož roku byl součástí hereckého obsazení hororového fantasy filmu Dampyr, který byl v Itálii uveden 28. října 2022. Společně s Charithrou Chandranovou si zahrál v romantické komedii How to Date Billy Walsh.
V srpnu 2023 bylo potvrzeno, že se nevrátí do třetí série seriálu Heartstopper v roli Bena Hopea.
V listopadu 2023 bylo oznámeno, že si zahraje ve filmu Get Away s Nickem Frostem a Aisling Bea. Ve stejném měsíci se připojil k obsazení připravovaného kriminálního seriálu stanice BBC Dope Girls.

## Filmografie

### Film
| Rok  | Název                                         | Role                      | Poznámky                           |
| ---- | --------------------------------------------- | ------------------------- | ---------------------------------- |
| 2017 | The Hippopotamus                              | mladý David Logan         |                                    |
| 2019 | Horrible Histories: The Movie – Rotten Romans | Atti                      |                                    |
| 2019 | I'll Find You                                 | mladý Robert Pulaski      | Dříve s názvem Music, War and Love |
| 2021 | Where Is Anne Frank?                          | Peter van Daan            | Dabing                             |
| 2021 | School's Out Forever                          | Pugh                      |                                    |
| 2022 | Dampyr                                        | Yuri                      |                                    |
| 2023 | Wonderwall                                    | Daniele                   |                                    |
| 2024 | How to Date Billy Walsh                       | Archibald "Archie" Arnold |                                    |

### Televize
| Rok       | Název                | Role               | Poznámky                       |
| --------- | -------------------- | ------------------ | ------------------------------ |
| 2016      | Houdini & Doyle      | Newsie             | Epizoda: "Spring- Heel'd Jack" |
| 2016      | Game of Thrones      | mladý Eddard Stark | 2 epizody                      |
| 2016      | Penny Dreadful       | Boy Familiar       | 4 epizody                      |
| 2021      | Love, Death & Robots | Fletcher           | Epizoda "Ice"                  |
| 2021      | Doom Patrol          | Charles Rowland    | Epizoda: "Dead Patrol"         |
| 2022-2023 | Heartstopper         | Ben Hope           | 13 epizod                      |
| 2024      | Dope Girls           | Silvio Salucci     |                                |

### Videoklip
| Rok  | Píseň                     | Umělec                       |
| ---- | ------------------------- | ---------------------------- |
| 2014 | "Baby, It's Cold Outside" | Michael Bublé a Idina Menzel |

### Radio
| Rok  | Název        | Role     | Spisovatel    | Relace vysílání |
| ---- | ------------ | -------- | ------------- | --------------- |
| 2023 | A Single Act | Ben Vane | A. L. Kennedy | BBC Radio 4     |

### Videohra
| Rok  | Videohra        | Postava                      |
| ---- | --------------- | ---------------------------- |
| 2023 | Hogwarts Legacy | hlavní postava (mužský hlas) |

## Ocenění a nominace
| Rok  | Cena                              | Kategorie        | Nominační práce                               | Výsledek |
| ---- | --------------------------------- | ---------------- | --------------------------------------------- | -------- |
| 2019 | British Academy Children's Awards | mladý účinkující | Horrible Histories: The Movie – Rotten Romans | nominace |